# Isoetes bolanderi
Isoetes bolanderi är en kärlväxtart som beskrevs av Georg George Engelmann. Isoetes bolanderi ingår i släktet braxengräs, och familjen Isoetaceae. Utöver nominatformen finns också underarten I. b. pygmaea.